# 刘显法
刘显法（1963年4月—），山东青岛人，中华人民共和国政治人物、外交官。

## 生平
1984年，任华东石油学院教师。1986年，入读石油大学（北京）炼制系硕士研究生。1989年，任中国石油化工总公司发展部干部。1993年，任中国石油化工总公司技术开发中心副处长。1996年，任抚顺石化公司经理助理。1998年，任中国石油化工总公司技术开发中心主任助理。1998年，任国家石油和化学工业局政策法规司副司长。2000年，任国家经济贸易委员会资源节约与综合利用司副司长。2003年，任国家发展和改革委员会环境和资源综合利用司副司长。2005年，任中国石油天然气集团公司咨询中心副主任。2006年，任中国石油天然气集团公司石油化工研究院院长。
2011年，刘显法进入中华人民共和国外交部工作，担任驻洛杉矶总领事馆副总领事。2012年2月，出任中华人民共和国驻拉各斯总领事。2014年1月，出任中华人民共和国驻肯尼亚大使兼常驻联合国环境规划署代表、常驻联合国人类住区规划署代表。2018年，调任回部，任外交部大使。2019年，升任外交部部长助理。2021年2月，出任外交部驻澳门特别行政区特派员公署特派员。

## 家庭
已婚，有一子。